# Confederação Africana de Futebol de Salão
A Confederação Africana de Futebol de Salão, também denominada Confederação Africana de Futsal, ou simplesmente CAFUSA é uma organização internacional de futebol de salão nas regras FIFUSA/AMF. Ela nasceu em 2010 e atualmente sua sede é em Rabat no Marrocos.

## História
Fundada em 24 de outubro de 2010, na República do Congo, tendo como seu primeiro presidente  o senhor M. Nakwalekwenale Doli, foi reconhecida no ano de 2012 pela Associação Mundial de Futsal (AMF).
Em 2013, durante a Assembleia Geral da CAFUSA, na cidade de Rabat no Marrocos, foi constituída sua segunda diretoria no período de 27 a 29 de setembro. Foi eleito presidente, o marroquino Mokhtar Abdelkader, na presença de representantes de dez países: Tunísia, Líbia, Camarões, Egito, Argélia, Etiópia, Costa do Marfim, Mali, Senegal e Marrocos; com o reconhecimento dos membros da Associação Mundial de Futsal.

## Países afiliados
- Argélia
- Burundi
- Camarões
- Costa do Marfim
- Egito
- Etiópia
- Líbia
- Mali
- Marrocos
- República Centro-Africana
- República Democrática do Congo
- Ruanda
- Senegal
- Tunísia
- Zâmbia

*fonte: